# 霍治亞足球會
霍治亞足球會（Foggia Calcio）是一支位於意大利福賈的職業足球會。2016–17球季於意大利職業足球聯賽 C 組得第一名，獲得升上意大利乙組足球聯賽資格。

## 外部連結
- Official site （页面存档备份，存于） （意大利文）